# Italo Vassalo
Pour les articles homonymes, voir Vassalo (homonymie).
Italo Vassalo, né en 1940 à Asmara et mort le 30 juillet 2021 à Rome, est un joueur de football italo-érythréen.

## Biographie
Il évolue à Saint-George SA pendant les années 1960 avec son frère Luciano Vassalo. 
Avec son frère, il joue et remporte la Coupe d’Afrique des nations en 1962, grâce à une victoire à domicile contre l'Égypte. Il participe aussi aux qualifications pour la Coupe du monde 1970.